# 斯图加特火车总站
斯图加特火車總站（德語：Stuttgart Hauptbahnhof），是德国西南部巴登-符腾堡州首府斯图加特的火车总站，位于市中心主要步行街国王大街（Königstraße）的东北尽头，其12层塔楼上为奔驰标志。

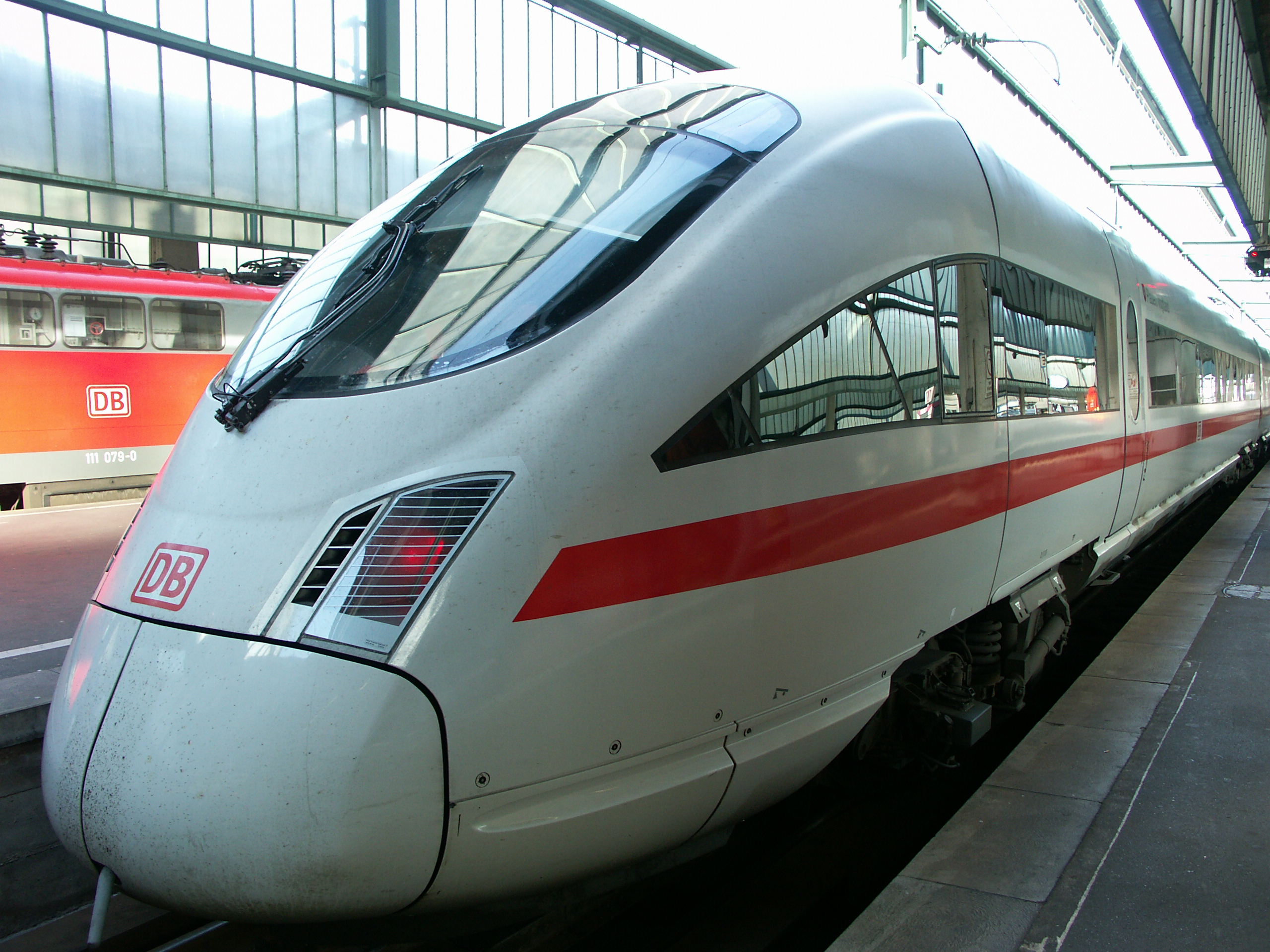
ICE-T列車停靠於司徒加特火車總站

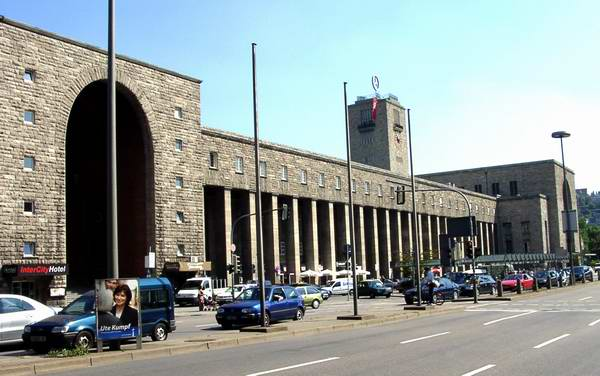
2004年的司徒加特火車總站

斯图加特21計劃改建此站，引发巨大争议。